# Zálší (Pardubice)
Zálší é uma comuna checa localizada na região de Pardubice, distrito de Ústí nad Orlicí.